# جيوفاني غرابر
جيوفاني غرابر (بالإيطالية: Giovanni Graber)‏ هو متسابق على الجليد بمزلاجة إيطالي، ولد في 26 مارس 1939 في أولانج (إيطاليا) في إيطاليا.

## وصلات خارجية
- جيوفاني غرابر على موقع أوليمبيديا (الإنجليزية)